# Kédougou
Kédougou er en by i det sydøstlige Senegal, med et indbyggertal (pr. 2007) på cirka 19.000. 